# Universidad Estatal de Nueva York
La Universidad Estatal de Nueva York (en inglés: State University of New York, SUNY) es una red de instituciones públicas de enseñanza superior en el Estado de Nueva York, Estados Unidos. Es el mayor consorcio de universidades del mundo, con 438.361 estudiantes matriculados y más de 1,1 millones de estudiantes de educación continua repartidos en 64 instituciones a lo largo del estado. SUNY está compuesto por 83.547 profesores y unos 6.650 programas de pregrado. Las oficinas administrativas de SUNY se encuentran en Albany.
No debe confundirse con la Universidad del Estado de Nueva York (en inglés, University of the State of New York), que no es una universidad, sino el nombre del ente público que regula toda la educación superior del estado de Nueva York.
SUNY incluye todas las instituciones de educación superior del estado de Nueva York que son financiadas por el estado, con la excepción de las instituciones que son parte de la Universidad de la Ciudad de Nueva York (CUNY).

## Historia
La Universidad Estatal de Nueva York fue fundada en 1948 por el entonces gobernador de Nueva York Thomas E. Dewey, por medio de una implementación legislativa de recomendaciones realizadas por la Comisión Temporal sobre la necesidad de una universidad estatal (1946-1948). La comisión fue presidida por Owen D. Young, quien en ese entonces era director de General Electric. El consorcio fue en gran medida expandido durante la administración del gobernador Nelson A. Rockefeller, quien tuvo un interés personal en el diseño y la construcción de las nuevas universidades de SUNY a lo largo del Estado.

## Organización
SUNY es gobernada por una junta compuesta por dieciséis miembros, quince de los cuales son nombrados por el gobernador de Nueva York con la aprobación del Senado de Nueva York. El decimosexto miembro es el presidente de la Asamblea Estudiantil de SUNY. La junta nombra al rector que ejerce de Presidente Ejecutivo de la SUNY. Actualmente, el rector interino de SUNY es el Dr. John B. Clark.
El Estado de Nueva York colabora en la financiación de la SUNY que, junto con CUNY, ofrece una educación universitaria de bajo costo a los residentes del Estado. Los estudiantes de SUNY también provienen de otros Estados de la Unión y de 171 países, aunque la tasa de matrícula es mayor para estos estudiantes.
Existe una gran variedad de universidades en SUNY con cierta superposición de programas entre ellas. SUNY divide sus miembros en:
- Universidades que otorgan doctorados
- Universidades generales
- Universidades tecnológicas
- Universidades de dos años
- Facultades y escuelas concertadas (statutory college), facultades que forman parte de una universidad privada independiente, pero que reciben financiación pública del estado de Nueva York, como son los casos de algunas facultades de Cornell y Alfred. Los estudiantes de estas facultades cuentan con el beneficio de una matrícula subvencionada por el estado, al mismo tiempo que reciben todas las comodidades de vida en el campus de las instituciones anfitrionas.

SUNY y la Universidad de la Ciudad de Nueva York son sistemas universitarios esencialmente diferentes, a pesar del hecho de que ambas instituciones son públicas y reciben financiamiento del estado de Nueva York.

## Instituciones que forman SUNY

### Universidades que otorgan doctorados
| Nombre                     | Condado | Fundación | N.º de estudiantes | Hombres % | Mujeres % | Sitio Web | Notas |
| -------------------------- | ------- | --------- | ------------------ | --------- | --------- | --------- | ----- |
| Universidad de Binghamton  | Broome  | 1946      | 14.435             | 53%       | 47%       | [ 7 ]     |       |
| Universidad de Stony Brook | Suffolk | 1957      | 23.347             | 55%       | 45%       | [ 8 ]     | —     |
| Universidad de Albany      | Albany  | 1844      | 17.684             | 51%       | 49%       | [ 9 ]     | —     |
| Universidad de Búfalo      | Erie    | 1846      | 28.054             | 53%       | 47%       | [ 10 ]    | —     |

### Universidades generales
| Nombre                                            | Condado      | Fundación | N.º de estudiantes | Hombres % | Mujeres % | Sitio Web | Notas                                                                                               |
| ------------------------------------------------- | ------------ | --------- | ------------------ | --------- | --------- | --------- | --------------------------------------------------------------------------------------------------- |
| Buffalo State College                             | Erie         | 1871      | 10.993             | 38%       | 62%       | [ 11 ]    | —                                                                                                   |
| Empire State College                              | Saratoga     | 1971      | 12.914             | 42%       | 58%       | [ 12 ]    | 35 sucursales                                                                                       |
| Universidad Estatal de Nueva York en Purchase     | Westchester  | 1967      | 4.251              | 38%       | 62%       | [ 13 ]    | —                                                                                                   |
| Universidad Estatal de Nueva York en Geneseo      | Livingston   | 1871      | 5.548              | 46%       | 54%       | [ 14 ]    | —                                                                                                   |
| Universidad Estatal de Nueva York en New Paltz    | Ulster       | 1828      | 7,690              | 38%       | 62%       | [ 15 ]    | —                                                                                                   |
| Universidad Estatal de Nueva York en Oswego       | Oswego       | 1861      | 8.660              | 45%       | 55%       | [ 16 ]    | —                                                                                                   |
| Universidad Estatal de Nueva York en Potsdam      | St. Lawrence | 1816      | 4.338              | 40%       | 60%       | [ 17 ]    | One of the 100 oldest colleges in the United States.                                                |
| Universidad Estatal de Nueva York en Oneonta      | Ostego       | 1889      | 5.893              | 38%       | 62%       | [ 18 ]    | —                                                                                                   |
| Universidad Estatal de Nueva York en Cortland     | Cortland     | 1868      | 7.056              | 41%       | 59%       | [ 19 ]    | El centro educativo al aire libre en Camp Pine Knot es un Hito histórico nacional (Estados Unidos). |
| Universidad Estatal de Nueva York en Fredonia     | Chautauqua   | 1826      | 5.424              | 43%       | 57%       | [ 20 ]    | —                                                                                                   |
| Universidad Estatal de Nueva York en Plattsburgh  | Clinton      | 1889      | 6.259              | 45%       | 55%       | [ 21 ]    | —                                                                                                   |
| Universidad Estatal de Nueva York en Brockport    | Monroe       | 1867      | 8.303              | 43%       | 57%       | [ 22 ]    | —                                                                                                   |
| Universidad Estatal de Nueva York en Old Westbury | Nassau       | 1965      | 3.565              | 45%       | 55%       | [ 23 ]    | —                                                                                                   |

### Universidades tecnológicas
| Nombre                                                        | Condado      | Fundación | N.º de estudiantes | Hombres % | Mujeres % | Sitio Web | Notas                                                     |
| ------------------------------------------------------------- | ------------ | --------- | ------------------ | --------- | --------- | --------- | --------------------------------------------------------- |
| Alfred State College                                          | Allegany     | 1908      | 3.184              | 63%       | 37%       | [ 24 ]    | —                                                         |
| Farmingdale State College                                     | Suffolk      | 1912      | 6.447              | 60%       | 40%       | [ 25 ]    | —                                                         |
| Maritime College                                              | Bronx        | 1874      | 1.487              | 93%       | 7%        | [ 26 ]    | Primera institución marítima comercial en Estados Unidos. |
| Morrisville State College                                     | Madison      | 1908      | 3.388              | 54%       | 46%       | [ 27 ]    | —                                                         |
| Universidad Estatal de Nueva York en Canton                   | St. Lawrence | 1906      | 2.737              | 56%       | 44%       | [ 28 ]    | —                                                         |
| Universidad Estatal de Nueva York en Cobleskill               | Schoharie    | 1916      | 2.592              | 53%       | 47%       | [ 29 ]    | —                                                         |
| Universidad Estatal de Nueva York en Delhi                    | Delaware     | 1913      | 2.767              | 60%       | 40%       | [ 30 ]    | —                                                         |
| Instituto Politécnico de la Universidad Estatal de Nueva York | Oneida       | 1966      | 2,828              | 78%       | 22%       | [ 31 ]    | Originalmente una institución de estudios de posgrado.    |

### Universidades de dos años
| Nombre                                             | Condado     | Fundación | N.º de estudiantes | Hombres % | Mujeres % | Sitio Web | Notas                                                            |
| -------------------------------------------------- | ----------- | --------- | ------------------ | --------- | --------- | --------- | ---------------------------------------------------------------- |
| Universidad comunitaria de Adirondack              | Warren      | 1960      | 3.408              | 42%       | 58%       | [ 33 ]    | —                                                                |
| Universidad comunitaria de Broome                  | Broome      | 1946      | 6.558              | 50%       | 50%       | [ 34 ]    | —                                                                |
| Universidad comunitaria de Cayuga                  | Cayuga      | 1953      | 4.050              | 45%       | 55%       | [ 35 ]    | —                                                                |
| Universidad comunitaria de Clinton                 | Clinton     | 1967      | 2.120              | 38%       | 62%       | [ 36 ]    | Campus ubicado en el sitio de la extinta Universidad Bellarmine. |
| Universidad comunitaria de Columbia-Greene         | Columbia    | 1966      | 1.823              | 43%       | 57%       | [ 37 ]    | —                                                                |
| Universidad comunitaria Corning                    | Steuben     | 1958      | 5.072              | 44%       | 56%       | [ 38 ]    | —                                                                |
| Universidad comunitaria de Dutchess                | Dutchess    | 1957      | 8.248              | 49%       | 51%       | [ 39 ]    | —                                                                |
| Universidad comunitaria de Erie                    | Erie        | 1946      | 13.053             | 39%       | 61%       | [ 40 ]    | —                                                                |
| Instituto Tecnológico de Moda                      | Manhattan   | 1944      | 9,938              | 14%       | 86%       | [ 41 ]    | —                                                                |
| Universidad comunitaria de Finger Lakes            | Ontario     | 1967      | 5.351              | 51%       | 49%       | [ 42 ]    | —                                                                |
| Universidad comunitaria de Fulton-Montgomery       | Fulton      | 1963      | 2.235              | 44%       | 56%       | [ 43 ]    | —                                                                |
| Universidad comunitaria de Genesee                 | Genesee     | 1965      | 6.472              | 41%       | 59%       | [ 44 ]    | —                                                                |
| Universidad comunitaria de Herkimer                | Herkimer    | 1967      | 3.328              | 40%       | 60%       | [ 45 ]    | —                                                                |
| Universidad comunitaria del Valle de Hudson        | Rensselaer  | 1953      | 12.296             | 52%       | 48%       | [ 46 ]    | Originalmente denominada Instituto Técnico Troy                  |
| Universidad comunitaria de Jamestown               | Chautauqua  | 1950      | 3.361              | 44%       | 56%       | [ 48 ]    | Con campus en Nueva York y Pensilvania.                          |
| Universidad comunitaria de Jefferson               | Jefferson   | 1962      | 3.191              | 38%       | 62%       | [ 50 ]    | —                                                                |
| Universidad comunitaria del Valle de Mohawk        | Oneida      | 1946      | 6.044              | 50%       | 50%       | [ 51 ]    | —                                                                |
| Universidad comunitaria de Monroe                  | Monroe      | 1961      | 17.482             | 51%       | 49%       | [ 52 ]    | —                                                                |
| Universidad comunitaria de Nassau                  | Nassau      | 1960      | 21.483             | 48%       | 52%       | [ 53 ]    | —                                                                |
| Universidad comunitaria del condado del Niagara    | Niagara     | 1962      | 6.331              | 47%       | 53%       | [ 54 ]    | —                                                                |
| North Country Community College                    | Essex       | 1967      | 1.739              | 38%       | 62%       | [ 55 ]    | Universidad oficial de los Juegos Olímpicos de Lake Placid 1980. |
| Universidad comunitaria de Onondaga                | Onondaga    | 1962      | 10.637             | 53%       | 47%       | [ 56 ]    | —                                                                |
| Universidad comunitaria del condado de Orange      | Orange      | 1950      | 6.602              | 39%       | 61%       | [ 57 ]    | —                                                                |
| Universidad comunitaria de Rockland                | Rockland    | 1959      | 6.653              | 44%       | 56%       | [ 58 ]    | —                                                                |
| Universidad comunitaria del condado de Schenectady | Schenectady | 1969      | 4.367              | 46%       | 54%       | [ 59 ]    | —                                                                |
| Universidad comunitaria del condado de Suffolk     | Suffolk     | 1959      | 22.092             | 40%       | 60%       | [ 60 ]    | —                                                                |
| Universidad comunitaria del condado de Sullivan    | Sullivan    | 1963      | 1.611              | 37%       | 63%       | [ 61 ]    | —                                                                |
| Universidad comunitaria de Tompkins                | Tompkins    | 1966      | 3.213              | 51%       | 49%       | [ 62 ]    | —                                                                |
| Universidad comunitaria del condado de Ulster      | Ulster      | 1961      | 3.298              | 51%       | 49%       | [ 63 ]    | —                                                                |
| Universidad comunitaria de Westchester             | Westchester | 1946      | 12.073             | 52%       | 48%       | [ 64 ]    | —                                                                |

### Facultades y escuelas concertadas
| Nombre                                             | Condado   | Fundación | N.º de estudiantes | Hombres % | Mujeres % | Sitio Web | Notas                                       |
| -------------------------------------------------- | --------- | --------- | ------------------ | --------- | --------- | --------- | ------------------------------------------- |
| Facultad de Agricultura y Ciencias Biológicas      | Tompkins  | 1874      | 4.089              | 46%       | 54%       | [ 65 ]    | Statutory college en la Universidad Cornell |
| Facultad de Cerámica                               | Allegany  | 1900      | 788                | 47%       | 53%       | [ 66 ]    | Statutory college en la Universidad Alfred  |
| Facultad de Ciencias Medioambientales y Forestales | Onondaga  | 1911      | 2.299              | 59%       | 41%       | [ 67 ]    | —                                           |
| Facultad de Ecología Humana                        | Tompkins  | 1925      | 1.392              | [ 68 ]    | [ 68 ]    | [ 69 ]    | Statutory college en la Universidad Cornell |
| Facultad de Optometría                             | Manhattan | 1971      | 301                | 23%       | 77%       | [ 70 ]    | —                                           |
| Facultad de Veterinaria                            | Tompkins  | 1894      | 335                | [ 68 ]    | [ 68 ]    | [ 71 ]    | Statutory college en la Universidad Cornell |
| Centro Médico de Downstate                         | Kings     | 1858      | 1.598              | 17%       | 83%       | [ 72 ]    | —                                           |
| Escuela de Relaciones Laborales e Industriales     | Tompkins  | 1945      | 980                | [ 68 ]    | [ 68 ]    | [ 73 ]    | Statutory college en la Universidad Cornell |
| Universidad Médica de Upstate                      | Onondaga  | 1834      | 1.273              | 27%       | 73%       | [ 74 ]    | —                                           |